# Cirque du Lys
Pour les articles homonymes, voir Lys.
Le cirque du Lys est un site naturel touristique et un domaine de ski alpin relevant de la commune de Cauterets, dans le département des Hautes-Pyrénées, en France.

## Toponymie
Deux explications peuvent être avancées quant à l'origine du nom Lys. Le ruisseau du Lys qui coule au centre du cirque peut tenir son nom soit de l'hydronyme pyrénéen lez signifiant « torrent », soit du gascon lit signifiant « avalanche ».

## Géographie
Petit cirque suspendu à l'ouest de Cauterets, entouré de sommets de plus de 2 000 m culminant au Moun Né (2 724 m). L'entrée étroite du cirque se trouve à environ 1 500 m d'altitude.

## Voies d'accès
On ne peut y accéder par la route. Depuis Cauterets on peut prendre la télécabine du Lys puis le télésiège du Grand Barbat.